# Sárga gyűrűstinóru
A sárga gyűrűstinóru (Suillus grevillei) az osztatlan bazídiumú gombák (Homobasidiomycetes) osztályában a tinórugomba-alkatúak (Boletales) rendjéhez, ezen belül a gyűrűstinórufélék (Suillaceae) családjához tartozó, ehető gombafaj.

## Megjelenése

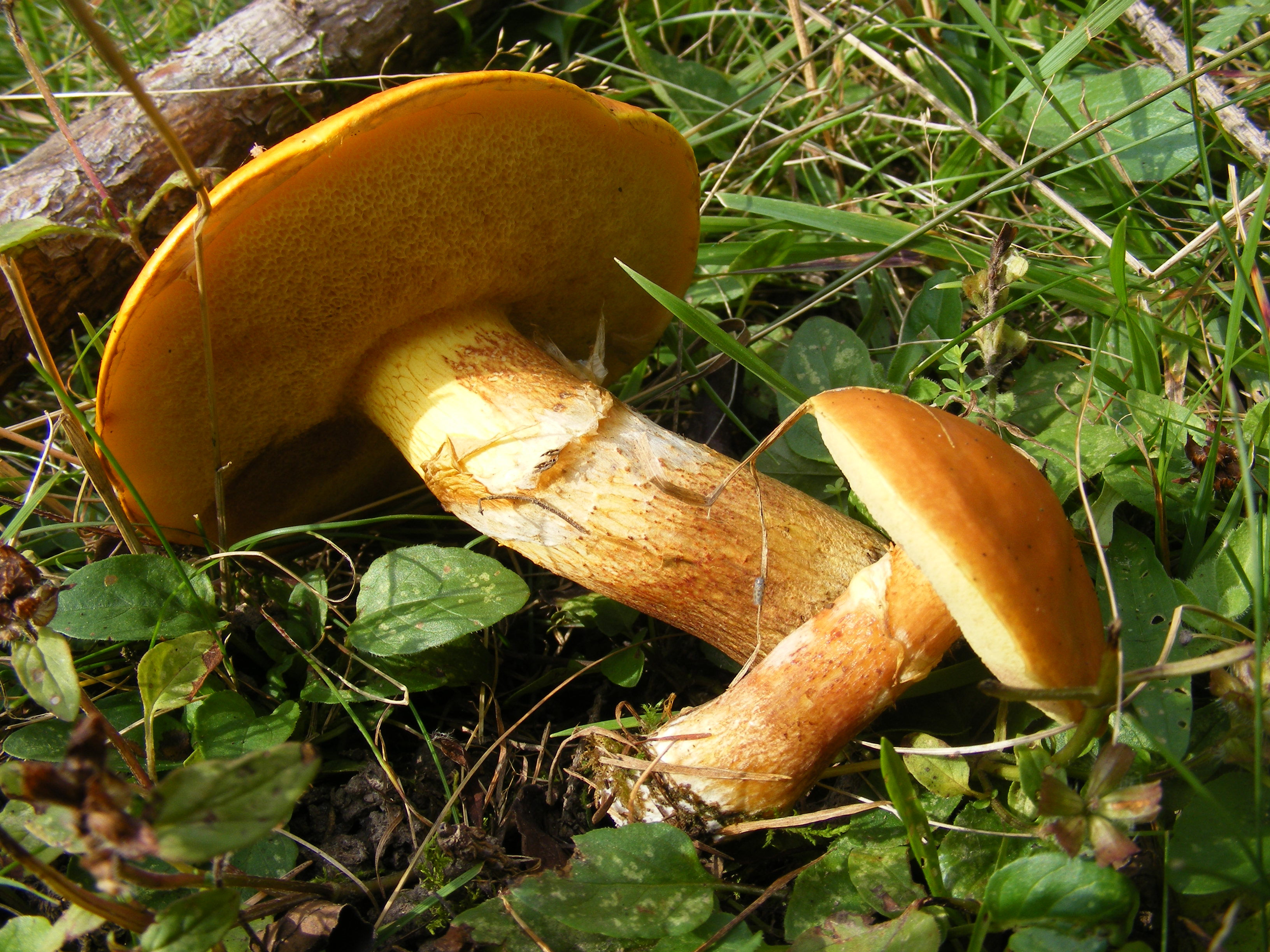

A sárga gyűrűstinóru közepes termetű gombafaj, amely kizárólag vörösfenyők közelében terem, kora nyártól őszig. Kalapja a sárga különböző árnyalatait viseli magán, kezdetben domború, majd laposra szétterül. Bőre nedvesen nyálkás, szárazon fénylő, könnyen lehúzható a kalapról. Jellemző átmérője 4–10 cm.
Termőrétege csöves, sárga, amelyet fiatal korában fehéres fátyol borít, ez a növekedés során leszakad. Tönkje keskeny, puha, gallér díszíti, amely alatt a tönk sötétebb. A gallér könnyen leeshet. Jellemző magassága 5–11 cm. Húsa sárga, puha, íze a barackra emlékeztet. Spórapora barna, spórái 3-4 x 7-10 μm méretűek, orsó alakúak.
Semmilyen más gombával nem téveszthető össze. Gombás ételnek nem lehet elkészíteni, mivel, nyálkássá és jellegzetes barackillatúvá teszi az ételt. Egyes vidékeken azonban lekvárt készítenek belőle, Bulgáriában pedig kompótként fogyasztják. Fogyasztás előtt a kalapbőrt érdemes lehúzni.